# CC5
Contas CC5 eram contas previstas na carta circular nº 5, editada pelo Banco Central do Brasil em 1969, que regulamentava as contas em moeda nacional mantidas no País, por residentes no exterior. A referida carta circular foi revogada há mais de 15 anos e, portanto, a expressão "contas CC5" não mais se aplica às atuais contas em moeda nacional tituladas por pessoas físicas e jurídicas residentes, domiciliadas ou com sede no exterior. Hoje, as disposições sobre essas contas constam do título VII da Circular 3.691, de 16/12/2013 .